# Мемет Нузет
Меме́т Нузе́т (крим. Memet Nuzet, справжнє прізвище: Челебі́єв крим. Çelebiyev; *13 березня 1888, Айдар Гази, Євпаторійський повіт, Таврійська губернія, Російська імперія, тепер Сакський район, АРК, Україна — 4 травня 1934, Коккоз, Бахчисарайський район, РСФСР, СРСР) — кримськотатарський поет і письменник.

## Життєпис
Народився 13 березня 1888 року в селі Айдар-Гази Євпаторійського повіту (тепер Орлянка Сакського району).
Отримав початкову домашню освіту, навчався в Євпаторійському медресе, а від 1900 року — в Зинджирли-медресе. Саме там він вивчив російську, познайомився з творами російської літератури, і саме там почав сам складати вірші.
Активний творчий період Мемета Нузета розпочався під час революції 1905 року. Творчість поета викликала незадоволення владоможців, піддався переслідуванням. Так, у 1909 році його заарештували за епіграму на царських чиновників.
Після звільнення з тюрми Мемет Нузет мандрував Росією, зокрема був у Москві, Петербурзі, Нижньому Новгороді, Казані, Уфі, Оренбурзі.
Вже у радянський час М. Нузет працював учителем и продовжував творити, активно виступаючи в пресі зі злободенними поезіями.
Помер Мемет Нузет раптово 4 травня 1934 році в селі Коккоз Бахчисарайського району.

## Творчість
Мемет Нузет відомий як автор гостросатиричних віршів і прозових творів, у яких викривав можновладців, представників духовенства. Зокрема, у сатиричній повісті «Селим сохта» («Учень Селім») письменник майстерно зображує трагікомічні випадки з життя насельників медресе, тут же показано наслідки поразки Російської імперії в російсько-японській війні. Цю повість, а також оповідання «Бахытсыз къоранта» («Нещасна родина») прийнято вважати першими творами реалізму в кримськотатарській літературі. Також відомо, що значна частину літературного доробку М. Нузета була втрачена.

## Вибрана бібліографія
- Акъ рахмет эйлесин! : шиир // Э. Шемьи-заде. Эдебий ве тенкъидий макъалелер. — Симферополь, 2000. — С.154-155.
- Къарт къызнынъ тюшюнджелери: шиир // Къырым. — 2007. — Авг. 4. — С. 2.
- Нишанлыма кеткенде: шиир // Э. Шемьи-заде. Эдебий ве тенкъидий макъалелер. — Симферополь, 2000. — С.149–152.
- Такъсим дерси: къысса // Янъы дюнья (Балалар дюньясы). — 2011. — Февр. 25. — С. 4.
- Шаирнинъ уйкъусы ; Чёль тарафнынъ аятындан ; Тиленджи къарт ; Ама-а-а-а-н, шу акъайлар! ; Вааз ; Чобан ве эчки ; Агъыр джеза ; Ногъайнен мола ; Ички къурбаны ; Бир сархошнынъ агъызындан ; Тек, магъа корюнме ; Чоранынъ пешманлыгъы ; Ошеек: шиирлер // Э. Шемьи-заде. Омюр ве яратыджылыкъ. — 1974. — С. 58-79.

## Джерело та література
- Мемет Нузет (1888—1934) [Архівовано 7 червня 2020 у Wayback Machine.] // інф. за 7.09.2016 на сайті Кримськотатарської бібліотеки імені Ісмаїла Гаспринського (рос.)
- Керим И. Мемет Нузет (1888—1934) // Голос Крыма. — 1996. — 6 дек. — С. 5. (рос.)
- Мемет Нузет (1888—1934) // Крымскотатарская литература. Учеб. пособие по интегрированному курсу «Литература» / авт. — сост. Р. Фазыл. — Симферополь: Крымучпедгиз, 2005. — С. 73-74. (рос.)
- Хайрединова Н. Бабам акъкъында бир къач сёз // Янъы Дюнья. — 2007. — майыс 12. — С. 6. (крим.)
- Шемьи-заде Э. Эс, татлы ель, талгъын, талгъын… // Э Шемьи-заде. Эдебий ве тенкъидий макъалелер. — Симферополь, 2000. — С.37–83. (крим.)
- Юнусова Л. Мемет Нузет // Крымскотатарская литература: Сб. произведений фольклора и литературы VIII—XX вв. — Симферополь: Доля , 2002. — С. 192—193. (рос.)